# Luis Arellano
Luis Arellano Dihinx (Zaragoza, 1906 - Pamplona, 1969) fue un abogado y político carlista español.